# Baranawizkaja Woblasz
Die Baranawizkaja Woblasz (belarussisch Баранавіцкая вобласць; russisch Барановичская область Baranowitschskaja Oblast) war von 1939 bis 1954 ein Verwaltungsbezirk in der Weißrussischen SSR. Hauptstadt der Woblasz war Baranawitschy.

## Geschichte
Die Baranawizkaja Woblasz wurde am 4. Dezember 1939 innerhalb der Weißrussischen SSR gebildet. Das Gebiet war zuvor bei der sowjetischen Besetzung Ostpolens erobert worden. Am 20. September 1944 wurden 8 der insgesamt 26 Rajons an die neugebildete Hrodsenskaja Woblasz und 3 an die neugebildete Maladsetschanskaja Woblasz abgegeben. Am 8. Januar 1954 wurde die Woblasz aufgelöst und die Rajons wurden auf die Breszkaja Woblasz, die Hrodsenskaja Woblasz, die Minskaja Woblasz und die Maladsetschanskaja Woblasz verteilt.